# Galería Tretiakov
La Galería Estatal Tretiakov (en ruso: Государственная Третьяковская галерея [Gosudárstvennaya Tret'yakóvskaya galereya]) es una galería de arte ubicada en Moscú, Rusia, considerada el principal depositario de bellas artes rusas en el mundo.

## Historia
Fue fundada en 1856 por el comerciante moscovita Pável Tretiakov (1832-1898), quien adquirió varias obras de artistas rusos contemporáneos, con el objetivo de crear una colección artística, que devino finalmente en este museo de arte nacional. En 1892 Tretiakov presentó su ya famoso repertorio a la nación rusa.

## Arquitectura del museo
La fachada del edificio que alberga la galería fue diseñada por el pintor Víktor Vasnetsov, al estilo típico de un cuento de hadas ruso. Fue construido entre 1902 y 1904 al sur del Kremlin de Moscú. Durante el siglo XX la galería se extendió hacia varios inmuebles adyacentes, incluyendo la Iglesia de San Nicolás en Jamóvniki. Una edificación nueva, localizada en el Krymski Val, es usada para la promoción de arte ruso moderno.

## La colección
La colección está conformada por más de 130 000 obras de arte, del rango de la Virgen de Vladímir y la Trinidad de Andréi Rubliov, hasta la monumental Composición VII de Vasili Kandinski y el Cuadrado negro de Kazimir Malévich. En 1977 la galería contenía una significativa parte de la colección de George Costakis. Además, figuran otras obras igualmente importantes de los artistas Iván Aivazovski, Mijaíl Vrúbel, Iván Argunov, Vasili Súrikov, Abram Arkhipov, Andréi Kolkutin, Orest Kiprenski, Valentín Serov, Vasili Polénov, Dmitri Levitski, Iliá Repin, Mijaíl Nésterov, Iván Shishkin y Marc Chagall.

## Galería

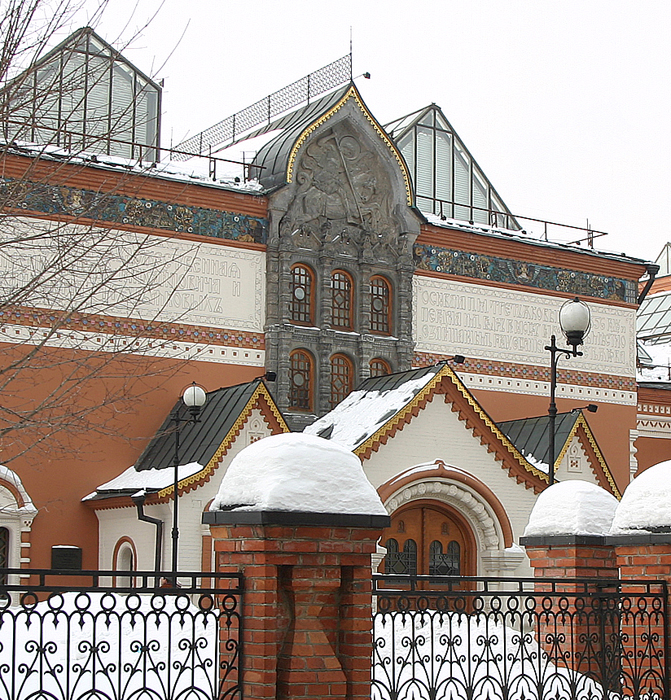
Galería Tretyakov en invierno
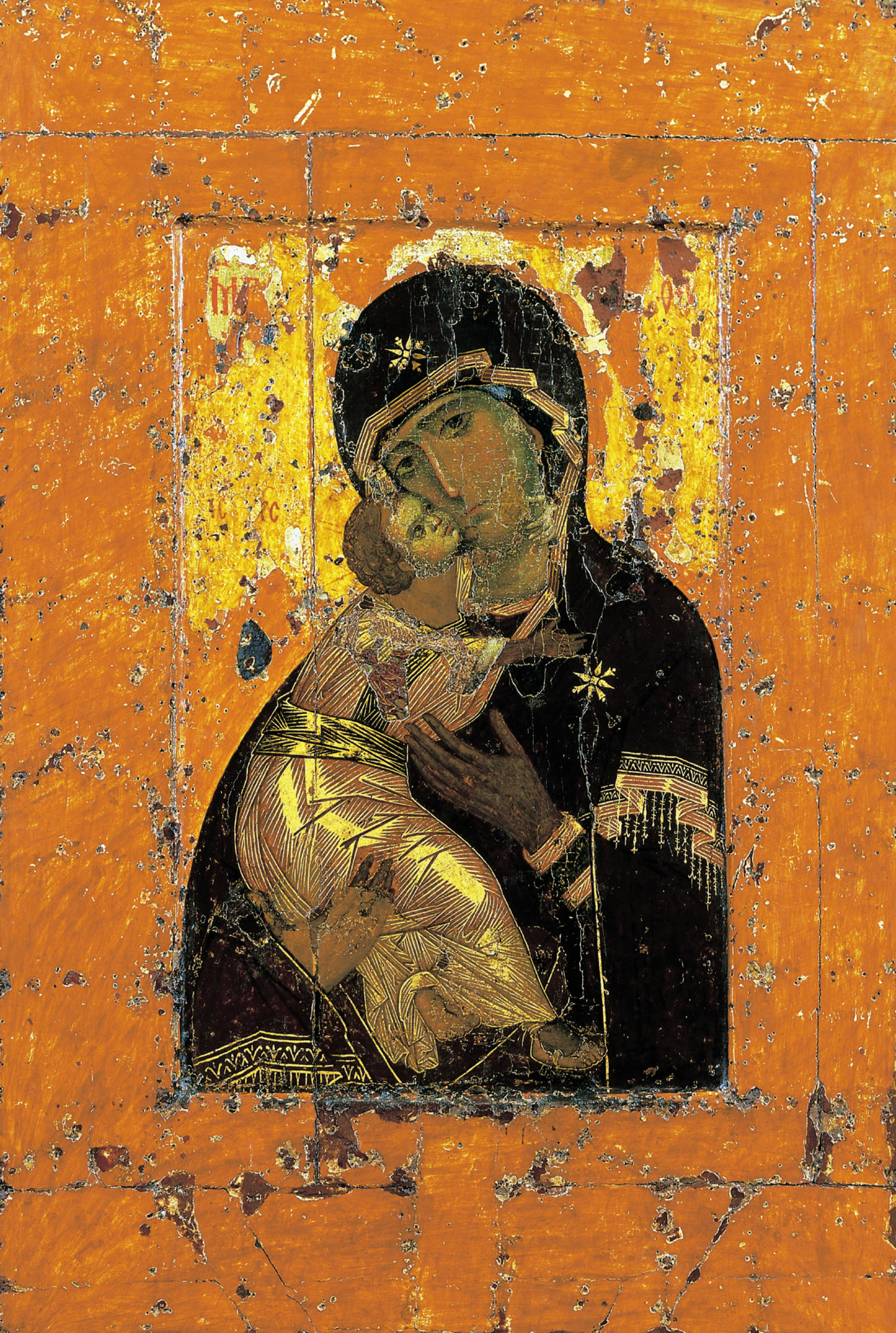
Virgen de Vladímir
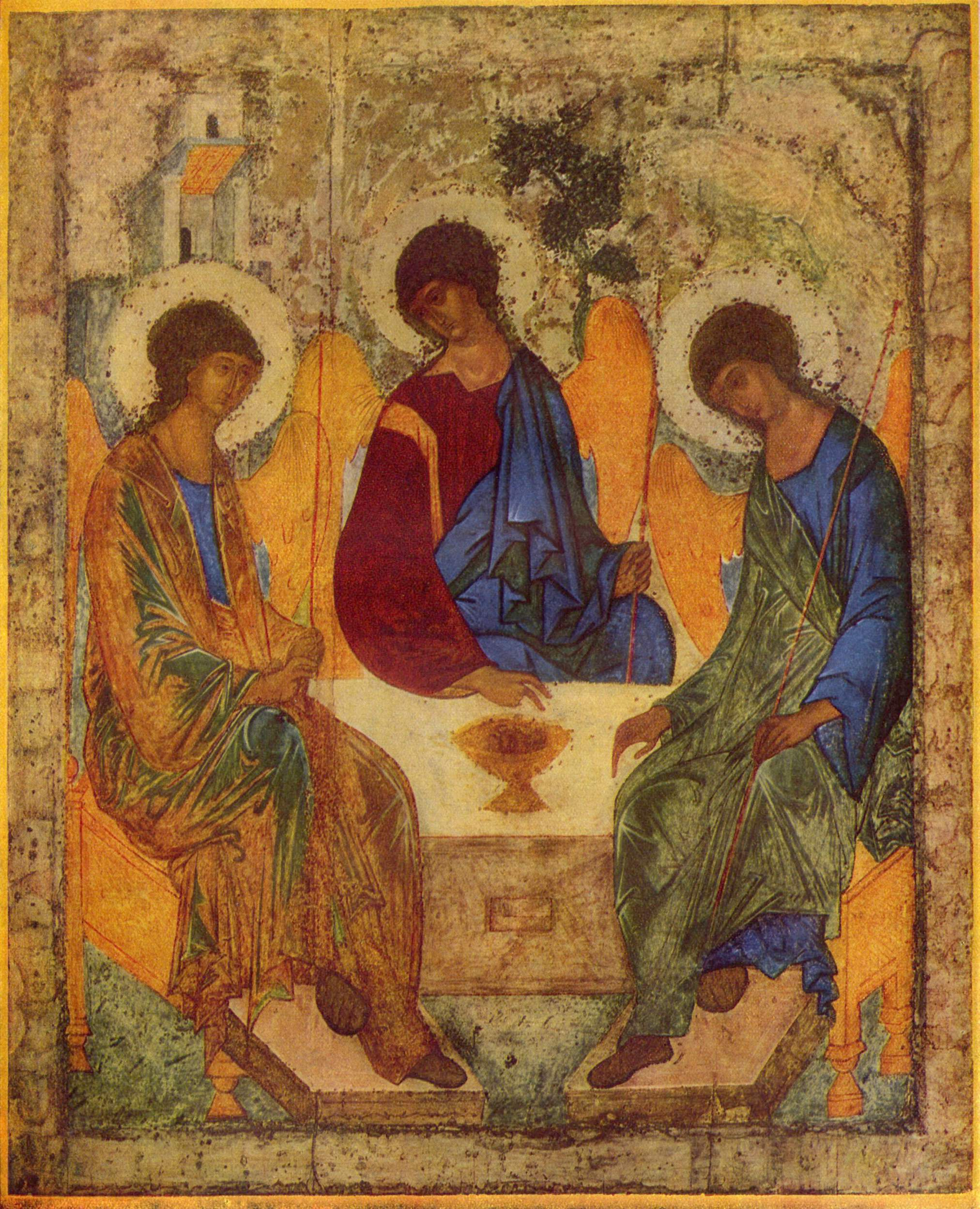
La Trinidad
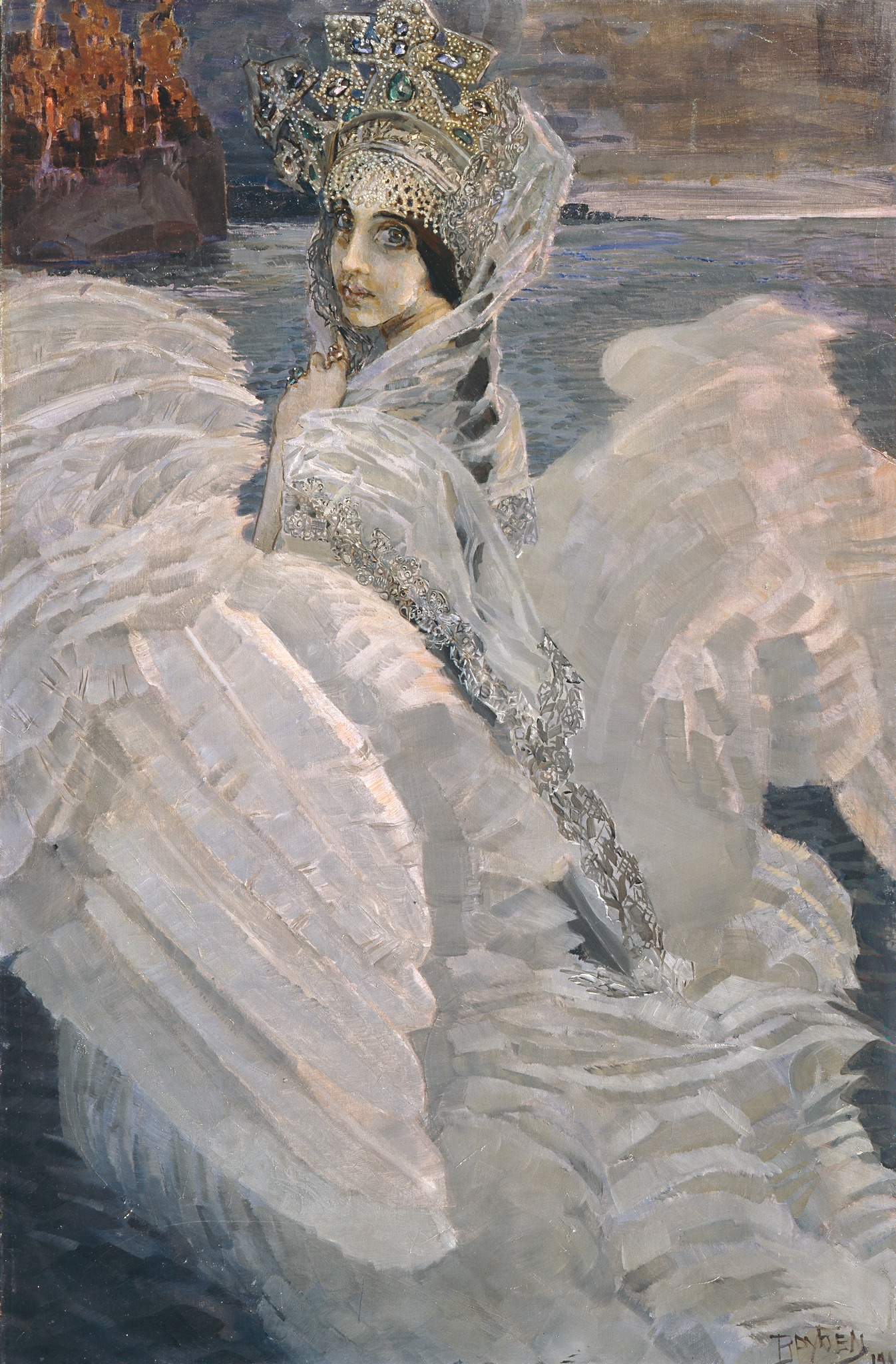
La princesa cisne
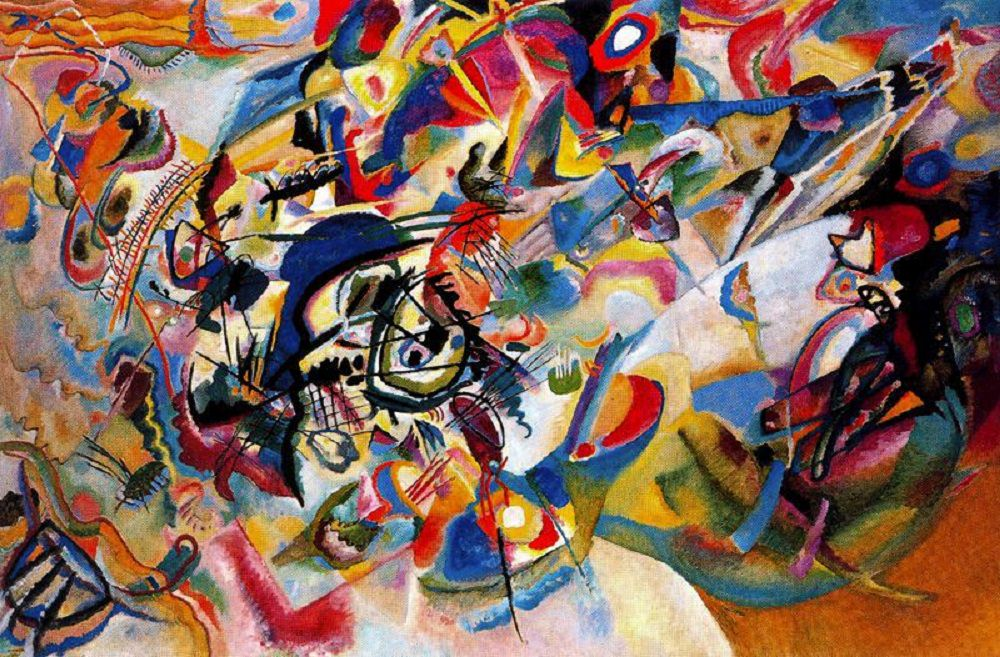
Composición VII
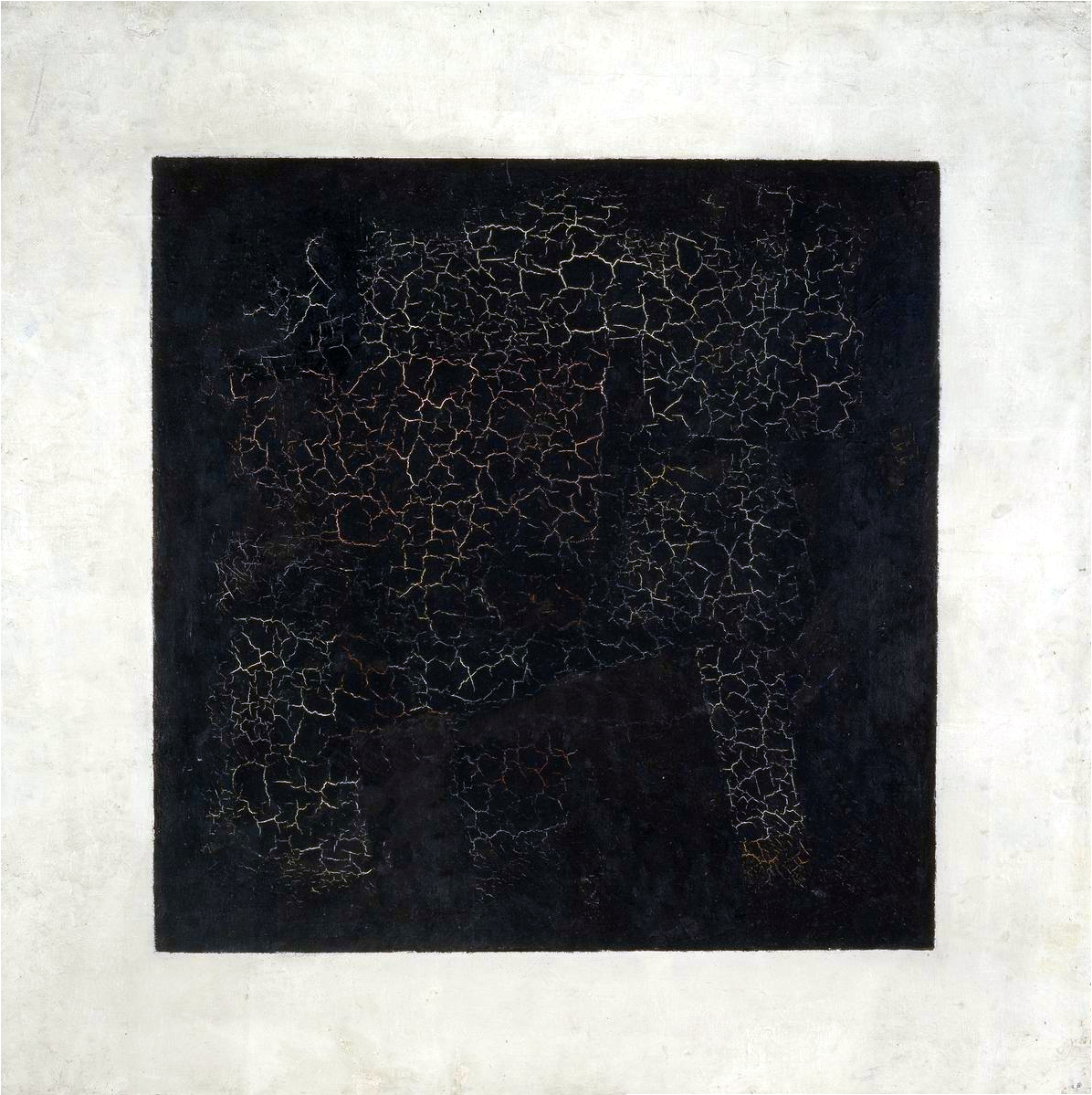
Cuadrado negro